# Camellia langbianensis
Camellia langbianensis är en tvåhjärtbladig växtart som först beskrevs av François Gagnepain, och fick sitt nu gällande namn av P.H. Hô. Camellia langbianensis ingår i släktet Camellia och familjen Theaceae. Inga underarter finns listade i Catalogue of Life.